# Groși (okręg Vâlcea)
Groși – wieś w Rumunii, w okręgu Vâlcea, w gminie Cernișoara. W 2011 roku liczyła 430 mieszkańców.